# 鄢一忠
鄢一忠，（1955年11月—），福建永泰人，中华人民共和国政治人物，中央党校大学学历，1972年12月参加工作，1975年8月加入中国共产党，曾担任福建省民政厅副厅长、福建省人民政府副秘书长等职务。

## 生平
1972年12月至1997年8月，在部队服役。1997年转至地方参加工作，先后任福建省民政厅办公室副主任，福建省民政厅副厅长、党组成员等职务，2009年开始主政福建省农村信用社联合社任该社的党委书记、理事长，2018年12月退休。2022年6月，接受福建省纪委监委纪律审查和监察调查。